# Elapognathus coronatus
Espèce
Synonymes
- Elaps coronatus Schlegel, 1837
- Elapognathus coronata (Schlegel, 1837)
- Trimeresurus olivaceus Gray, 1841
- Elaps melanocephalus Gray, & Neill, 1845

Elapognathus coronatus est une espèce de serpents de la famille des Elapidae.

## Répartition
Cette espèce est endémique d'Australie-Occidentale. 

## Description
Ce serpent terrestre est vivipare et venimeux.

## Publications originales
- Schlegel, 1837 : Essai sur la physionomie des serpens, La Haye, J. Kips, J. HZ. et W. P. van Stockum, vol. 1 (texte intégral) & vol. 2 (texte intégral).